# Luis Vázquez de Parga e Iglesias
Luis María Manuel Félix Ramón Vázquez de Parga e Iglesias (Madrid, 21 de febrer de 1908 – Madrid, 26 d'octubre de 1994) va ser un historiador, arqueòleg, llatinista i acadèmic espanyol.

## Biografia
Nascut el 21 de febrer de 1908 a Madrid, es llicencià el 1927 en Filosofia i Lletrrs. El 1930 va obtenir una plaça de funcionari en el Museu Arqueològic Nacional. En la seva tesi doctoral va acabar provant la falsedat de la Itación o Divisió de Wamba. Com a arqueòleg, va dur a terme excavacions a Recópolis i Pamplona. Escollit acadèmic numerari de la Reial Acadèmia de la Història el 18 de maig de 1973, va ocupar el càrrec des de la seva presa de possessió el 18 de novembre de 1973 fins a la seva defunció, que va tenir lloc el 26 d'octubre de 1994 a la seva ciutat natal. Fou deixeble de Claudio Sánchez Albornoz.